# Herbert Richter
Herbert Richter (Chemnitz, 26 aprile 1947) è un ex pistard tedesco.

## Palmarès

### Olimpiadi
- 1 medaglia[1]:
  - 1 argento (Monaco di Baviera 1972 nell'inseguimento a squadre)

### Mondiali
- 2 medaglie[1]:
  - 2 argenti (Leicester 1970 nell'inseguimento a squadre; Varese 1971 nell'inseguimento a squadre)